# Epsilon Éditions
Pour les articles homonymes, voir Epsilon (homonymie).
 (septembre 2024).
Si vous disposez d'ouvrages ou d'articles de référence ou si vous connaissez des sites web de qualité traitant du thème abordé ici, merci de compléter l'article en donnant les références utiles à sa vérifiabilité et en les liant à la section « Notes et références ».
Epsilon Éditions est un département de la société Novo Libris maison d'édition de l'île de La Réunion. Son siège est installé à Saint-Denis au sein de la Technopole de La Réunion. Elle édite principalement des titres relevant de la littérature d'enfance et de jeunesse réunionnaise et de la bande dessinée réunionnaise. Son catalogue comprend également des adaptations en créole réunionnais d'œuvres majeures de la bande dessinée franco-belge. Novo Libris utilise aussi la marque Océan Éditions.